# Alain Sarteur
Alain Sarteur, né le 17 juin 1946 à Plailly (Oise), est un athlète français spécialiste du 100 mètres.
En 1969, aux Championnats d'Europe d'athlétisme à Athènes, il obtient la médaille d'argent sur 100 mètres, battu sur le fil par le soviétique Valeriy Borzov. Sarteur avait pris le meilleur départ, mais Borzov est revenu en fin de course. Les deux hommes ayant couru dans le même temps (10 s 4), il fallut visionner la photo finish pour les départager.
Sur le relais 4 × 100 mètres, Sarteur remporte le titre européen en 38 s 8 avec l'équipe de France.
Aux Jeux olympiques de 1972 à Munich, il est éliminé en demi-finale du 100 m.

## Palmarès
- Championnats d'Europe d'athlétisme 1969 à Athènes (Grèce)
  -  Médaille d'or sur le relais 4 × 100 mètres
  -  Médaille d'argent sur 100 m
  - 4e au 60 m en 6 s 7 aux premiers championnats d'Europe d'athlétisme en salle en 1970 à Vienne en Autriche.
  - 1er du 60 m des championnats de France en salle 1973 à Vittel en 6 s 6 et des championnats de France en salle 1975 sur une piste synthétique à Orléans, en 6 s 80 devant Dominique Chauvelot en 6 s 81 et Jean-Claude Amoureux en 6 s 84[1].